# Fenestrulina rugula
Fenestrulina rugula är en mossdjursart som beskrevs av Hayward och Ryland 1990. Fenestrulina rugula ingår i släktet Fenestrulina och familjen Microporellidae. Inga underarter finns listade i Catalogue of Life.